# Falkenberg (Wische)
Falkenberg (Wische) este o comună din landul Saxonia-Anhalt, Germania.